# 三瓶慶介
三瓶慶介（さんぺい けいすけ、1970年8月8日 - ）はテレビプロデューサー。所属事務所はホリプロ。

## 参加タイトル

### バラエティ番組
- テクノマエストロ（フジテレビ）
- 自分クイズ、自分クイズ2001（フジテレビ）
- 爆笑問題の平均王決定戦（フジテレビ）
- 東京ZOO（フジテレビ）
- ウラ関根TV（テレビ東京）
- 爆笑問題の死ぬかと思った（フジテレビ）
- 細木数子の緊急大予言（テレビ朝日）[2]

### テレビドラマ
- 美少女H PART3 第5作「赤い波濤」（フジテレビ）
- 外科医 鳩村周五郎（フジテレビ）[2]
- 和田アキ子物語（フジテレビ）
- 和田アキ子殺人事件（TBSテレビ）[2]
- ぴったんこカン・カン ぴったんこバスジャック事件（TBSテレビ）[3]
- Friend-Ship Project ～こんにちは、女優の相楽樹です。～（テレビ東京）[4]

### 映画
- 真昼ノ星空[2]
- シティーハンター